# Orchid (álbum)
Orchid es el álbum debut de la banda sueca de metal progresivo Opeth.
El álbum fue lanzado en 1995 en Europa bajo Candlelight Records y dos años después en Estados Unidos bajo Century Media Records. El álbum fue reeditado por Candlelight Records en el 2000. En el 2003 se relanzó en una edición limitada, con el bonus track "Into the Frost of Winter".

## Lista de canciones
1. "In Mist She Was Standing" (Mikael Åkerfeldt, Peter Lindgren) – 14:09
2. "Under the Weeping Moon" (Åkerfeldt) – 9:52
3. "Silhouette" (Anders Nordin) – 3:07
4. "Forest of October" (Åkerfeldt, Lindgren) – 13:04
5. "The Twilight is My Robe" (Åkerfeldt, Lindgren) – 11:03
6. "Requiem" (Åkerfeldt, Nordin) – 1:11
7. "The Apostle in Triumph" (Åkerfeldt, Lindgren) – 13:01

### Reedición del 2000
La reedición del álbum contenía un demo de la banda grabado durante sus ensayos en 1992. Partes de esta canción se convirtieron en una nueva canción "Advent", que se puede apreciar en el segundo álbum de Opeth Morningrise.
1. "Into the Frost of Winter" – 6:20

## Créditos
- Mikael Åkerfeldt – Vocalista, guitarra, guitarra acústica
- Peter Lindgren – Guitarra, guitarra acústica
- Johan DeFarfalla – Bajo, coros
- Anders Nordin – Batería, percusión, piano
- Torbjorn Ekebacke - Ilustración, fotografía
- Opeth - Productor, ilustración
- Dan Swanö - Ingeniero

- Datos: Q18609